# Selaginella atimonanensis
Selaginella atimonanensis är en mosslummerväxtart som beskrevs av Benito C. Tan och Jenny. Selaginella atimonanensis ingår i släktet mosslumrar, och familjen mosslummerväxter. Inga underarter finns listade i Catalogue of Life.